# Devarakonda
Devarakonda là một thị trấn thống kê (census town) của quận Nalgonda thuộc bang Andhra Pradesh, Ấn Độ.

## Nhân khẩu
Theo điều tra dân số năm 2001 của Ấn Độ, Devarakonda có dân số 27.130 người. Phái nam chiếm 53% tổng số dân và phái nữ chiếm 47%. Devarakonda có tỷ lệ 72% biết đọc biết viết, cao hơn tỷ lệ trung bình toàn quốc là 59,5%: tỷ lệ cho phái nam là 81%, và tỷ lệ cho phái nữ là 63%. Tại Devarakonda, 12% dân số nhỏ hơn 6 tuổi.